# タクスィム駅
タクスィム駅（-えき、トルコ語: Taksim Aktarma Merkezi）はトルコのイスタンブールベイオール区にある、イスタンブール地下鉄とİETT（イスタンブルトラム）の駅。
タクスィム広場の地下及び地上に駅施設を有し、イスタンブール地下鉄のM2号線とF1号線、İETT（イスタンブルトラム）のT2号線が乗り入れる交通の要衝である。

## 歴史
- 1990年12月29日 - トラムT2号線が開業。
- 2000年9月6日 - 地下鉄M2号線が開業。
- 2006年6月29日 - ケーブルカーF1号線が開業。
- 2013年6月 - 2013年トルコ反政府運動で地下鉄M2号線の駅構内に催涙ガスが投げ込まれる事態が発生。ガスが駅構内から抜け切るまで営業を停止した[1]。
- 2019年8月30日 - 深夜運転開始。しかし後にトルコでの新型コロナウイルス流行により休止となる。
- 2022年5月6日 - 深夜運転再開。土曜と日曜のみの0時30分から5時30分の間、30分おきの発着で、料金は通常の2倍[2]。この運行時間は「タクスィム・ゲジ公園出入口」以外の出入り口は解放される[3]。

## 駅構造

### イスタンブール地下鉄
タクスィム広場の地下に位置する地下駅。M2号線は島式ホーム1面2線を、F1号線は頭端式ホーム2面1線を有する。F1号線ホームは乗車ホームと降車ホームで分かれており、改札内でのホーム間の移動は出来ない。また、乗車ホームのみホームドアを設置している。
出入り口は「イスティクラル通り出入口」、「アタテュルク文化センター出入口」、「タクスィム・ゲジ公園出入口」、「タリムハネ出入口」の4ヶ所設けている。

#### のりば
| オスマンベイ ↑ \| ⇌ 西側 東側 ⇌ \| ↓ シシハーネ＝ ゼミン・イスタンブール |      |        |                                |
| 東側ホーム                                                               | 北行 | M2号線 | レヴェント・ハジュオズマン方面 |
| 西側ホーム                                                               | 南行 | M2号線 | イェニカプ方面                 |
| 降車 ← \| ← 乗車 ↓ カバタシュ ↑                                          |      |        |                                |
| 降車ホーム                                                               | 西行 | F1号線 | 降車専用                       |
| 乗車ホーム                                                               | 東行 | F1号線 | カバタシュ行き                 |

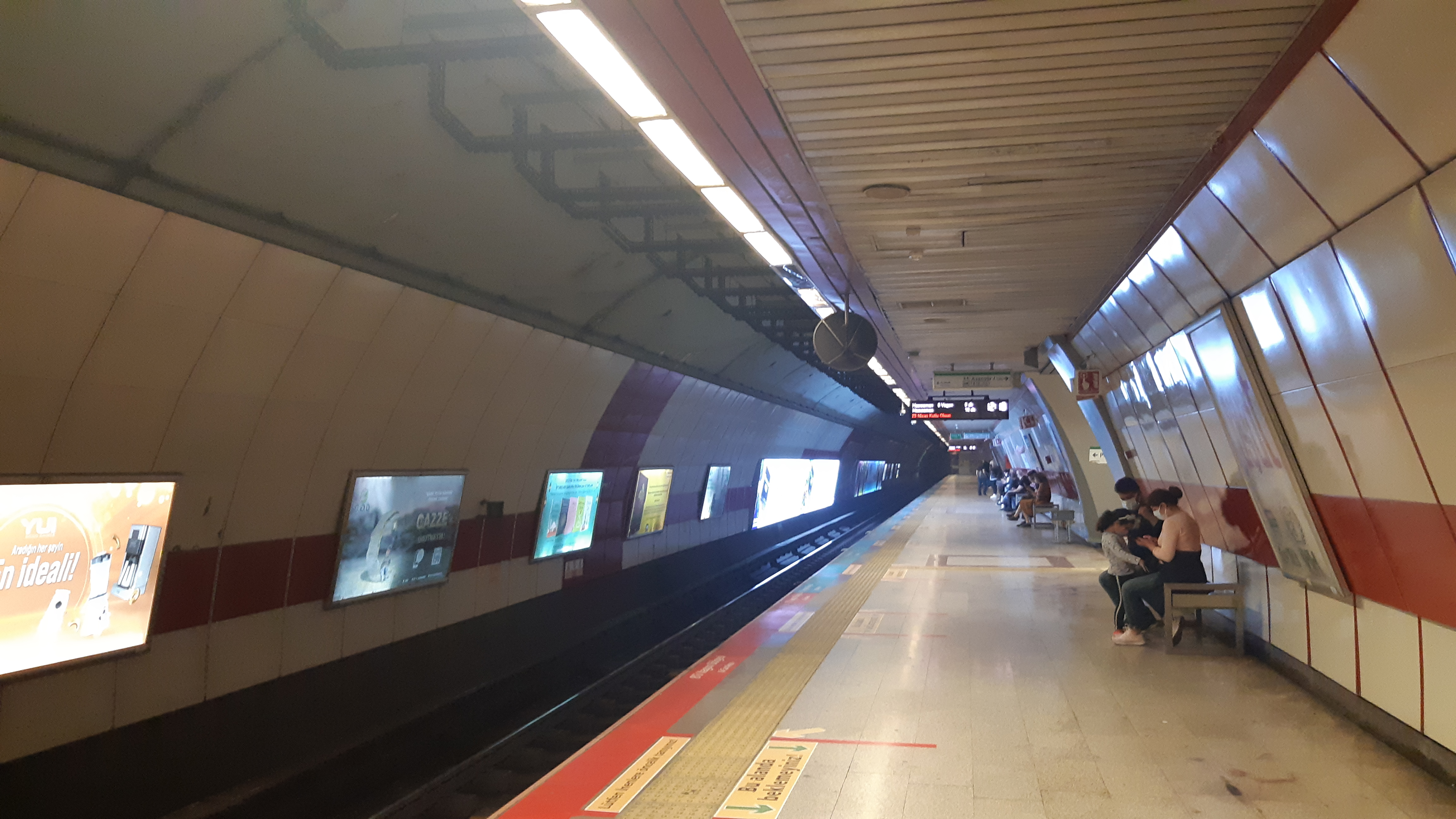
M2号線ホーム
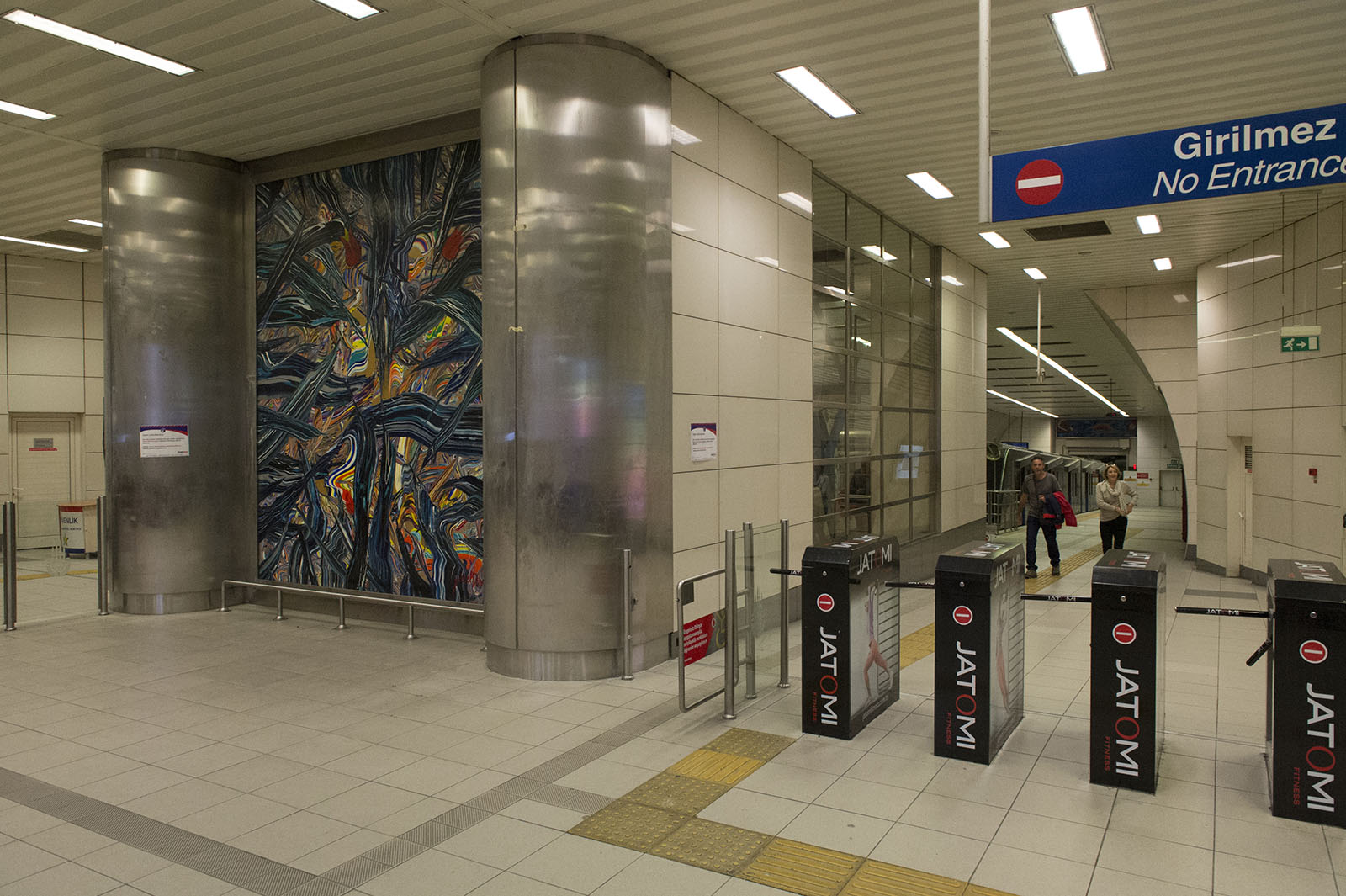
F1号線の降車改札口
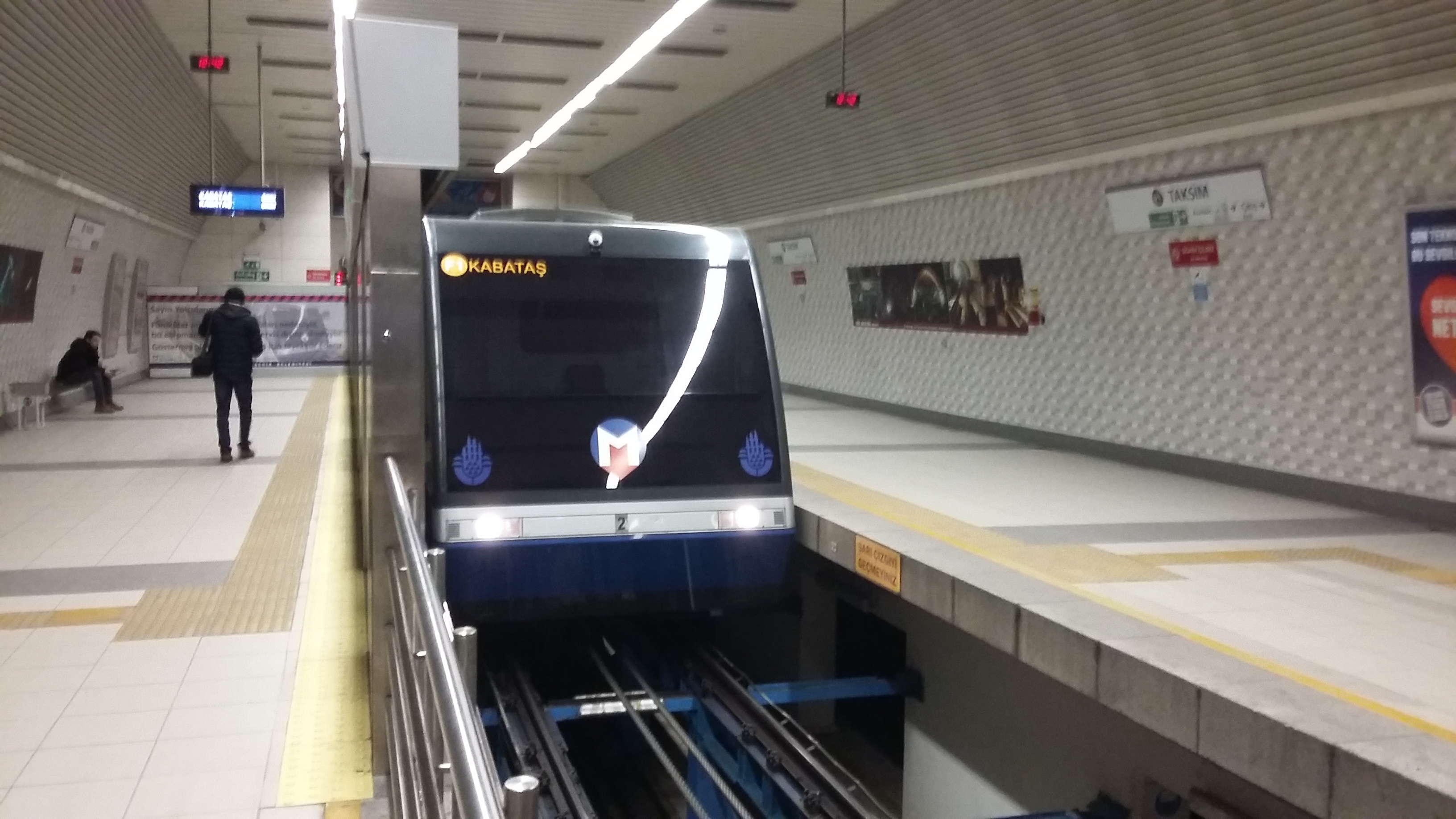
F1号線ホーム
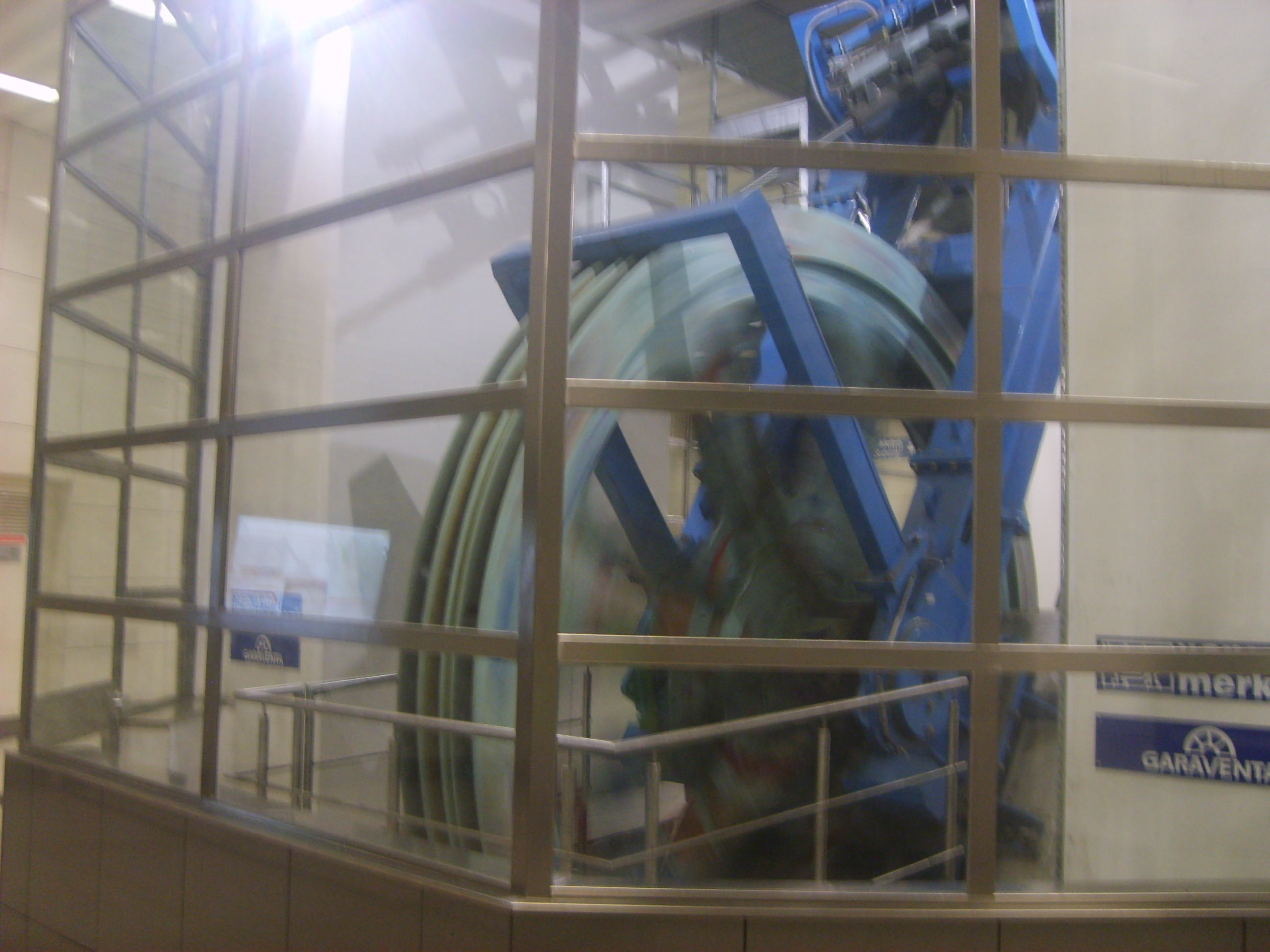
F1号線のロープ巻取機

### トラム
乗り場はタクスィム広場の南側にあり、ラケット状の軌道の付け根付近が乗り場となっている。駅屋根が目印となっているだけで、決まったホームが無い。

## 利用状況
1日あたり195,000人の利用客がおり、イスタンブールの地下鉄の中で最も多い。

## 駅周辺

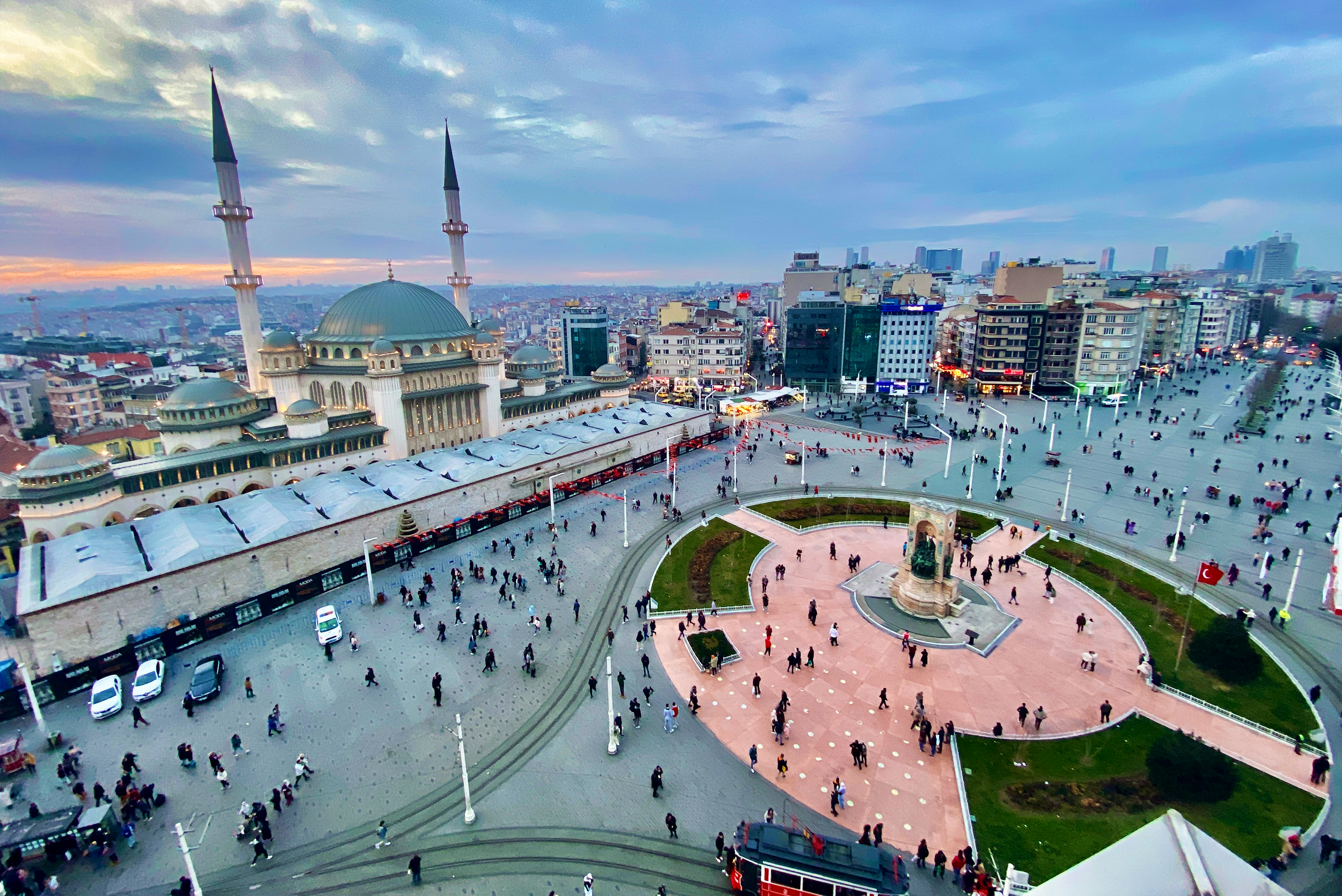
駅前のタクスィム広場

- タクスィム広場
- タクスィム・マクセミ（トルコ語版）
- タクスィムモスク（トルコ語版、英語版）
- タクスィム・ゲジ公園（トルコ語版、英語版）
- アタチュルク文化センター（トルコ語版、英語版）
- 聖トリアダ・ギリシア正教会（トルコ語版、英語版）
- アシバデム・タクシム病院（Acıbadem Taksim Hastanesi）
- アタテュルク図書館（トルコ語版）
- シナー・パブリッシング・ホールディングス（トルコ語版、英語版）
- インターコンチネンタル・ホテル（トルコ語版）
- イスタンブール工科大学建築学部（トルコ語版、英語版）
- ザ・エリジウム・タクスィム（The Elysium Taksim）
- ザ・マルマラ・タクスィム・ホテル（トルコ語版）
- タシュキシュラ（トルコ語版、英語版）

## バス路線
| イスタンブール大都市圏 | イスタンブール大都市圏                                             | イスタンブール大都市圏                | イスタンブール大都市圏                       |
| İETT                   | İETT                                                               | İETT                                  | İETT                                         |
| 系統                   | 行き先                                                             | バス停名                              | バス停の場所                                 |
| ---------------------- | ------------------------------------------------------------------ | ------------------------------------- | -------------------------------------------- |
| 25G                    | サルイエル - タクスィム                                            | タクスィム (117353)                   | ゲジ公園の西端                               |
| 48N                    | エムニイェッテペ - タクスィム                                      | タクスィム (117353)                   | ゲジ公園の西端                               |
| 54Ç                    | チクサルン - タクスィム                                            | タクスィム (117353)                   | ゲジ公園の西端                               |
| 54K                    | ハスキョイ/クラクスズ - タクスィム                                 | タクスィム (117353)                   | ゲジ公園の西端                               |
| 54ÖR                   | オルネクテペ - タクスィム                                          | タクスィム (117353)                   | ゲジ公園の西端                               |
| 54P                    | ピヤレパシャ広場 - タクスィム                                      | タクスィム (117353)                   | ゲジ公園の西端                               |
| 54T                    | サダバードの家/タラトパシャ - タクスィム                           | タクスィム (117353)                   | ゲジ公園の西端                               |
| 55ET                   | エユップスルタン - タクスィム/ベシクタシュ                         | タクスィム (117353)                   | ゲジ公園の西端                               |
| 70KE                   | クルトゥルシュ - エミニョニュ                                      | タクスィム (117353)                   | ゲジ公園の西端                               |
| 256                    | イェディテペ大学/アタシェヒル - タクスィム                         | タクスィム (117353)                   | ゲジ公園の西端                               |
| DT1                    | オルタキョイ・デレボユ - タクスィム                                | タクスィム (117353)                   | ゲジ公園の西端                               |
| 37T                    | シュルシュル・メトロ - タクスィム                                  | タクスィム (117354)                   | AKMの前                                      |
| 38KT                   | カラデニズ広場 - タクスィム                                        | タクスィム (117354)                   | AKMの前                                      |
| 40                     | ルメリ灯台/ガリプチェ - タクスィム                                 | タクスィム (117354)                   | AKMの前                                      |
| 48T                    | ハミディエ広場 - タクスィム                                        | タクスィム (117354)                   | AKMの前                                      |
| 49T                    | イェシルプナル - タクスィム                                        | タクスィム (117354)                   | AKMの前                                      |
| 50T                    | アリベイキョイ・メトロ - タクスィム                                | タクスィム (117354)                   | AKMの前                                      |
| 129T                   | ボスタンジュ - タクスィム                                          | タクスィム (117354)                   | AKMの前                                      |
| DT2                    | オルタキョイ・デレボユ - タクスィム                                | タクスィム (117354)                   | AKMの前                                      |
| 32T                    | セヴァトゥパシャ - タクスィム                                      | タクスィム・チュネル (181841)         | タルラバシュ大通りの地下道                   |
| 35C                    | コサムスタファパシャ - タクスィム                                  | タクスィム・チュネル (181841)         | タルラバシュ大通りの地下道                   |
| 36T                    | セベシ - タクスィム                                                | タクスィム・チュネル (181841)         | タルラバシュ大通りの地下道                   |
| 38T                    | キュチュクキョイ - タクスィム                                      | タクスィム・チュネル (181841)         | タルラバシュ大通りの地下道                   |
| 46Ç                    | カジタネ/チャラヤン - エミニョニュ                                 | タクスィム・チュネル (181841)         | タルラバシュ大通りの地下道                   |
| 46E                    | ヒュッリイェト - エミニョニュ                                      | タクスィム・チュネル (181841)         | タルラバシュ大通りの地下道                   |
| 46T                    | チャラヤン - トプカプ                                              | タクスィム・チュネル (181841)         | タルラバシュ大通りの地下道                   |
| 50N                    | アリベイキョイ・メトロ - タクスィム                                | タクスィム・チュネル (181841)         | タルラバシュ大通りの地下道                   |
| 54E                    | オクメイダヌ - エミニョニュ                                        | タクスィム・チュネル (181841)         | タルラバシュ大通りの地下道                   |
| 54HT                   | ハスキョイ - タクスィム                                            | タクスィム・チュネル (181841)         | タルラバシュ大通りの地下道                   |
| 54KT                   | カルタンパシャ - ドラップデレ/タクスィム                           | タクスィム・チュネル (181841)         | タルラバシュ大通りの地下道                   |
| 55T                    | ガジオスマンパシャ - タクスィム                                    | タクスィム・チュネル (181841)         | タルラバシュ大通りの地下道                   |
| 66                     | グルバッグ - エミニョニュ                                          | タクスィム・チュネル (181841)         | タルラバシュ大通りの地下道                   |
| 70FE                   | フェリキョイ - エミニョニュ                                        | タクスィム・チュネル (181841)         | タルラバシュ大通りの地下道                   |
| 70FY                   | フェリキョイ - イェニカプ                                          | タクスィム・チュネル (181841)         | タルラバシュ大通りの地下道                   |
| 70KY                   | クルトゥルシュ - イェニカプ                                        | タクスィム・チュネル (181841)         | タルラバシュ大通りの地下道                   |
| 71T                    | アタキョイ - タクスィム (国道D100号・アタテュルク大通り経由)       | タクスィム・チュネル (181841)         | タルラバシュ大通りの地下道                   |
| 72T                    | イェシルキョイ - タクスィム (国道D100号・アタテュルク大通り経由)   | タクスィム・チュネル (181841)         | タルラバシュ大通りの地下道                   |
| 72YT                   | イェシルキョイ - タクスィム (ケネディ通り・アタテュルク大通り経由) | タクスィム・チュネル (181841)         | タルラバシュ大通りの地下道                   |
| 73                     | イェニボスナ・メトロ - タクスィム                                  | タクスィム・チュネル (181841)         | タルラバシュ大通りの地下道                   |
| 73F                    | フロルヤ - タクスィム                                              | タクスィム・チュネル (181841)         | タルラバシュ大通りの地下道                   |
| 74                     | ヒルトンサイト - エミニョニュ                                      | タクスィム・チュネル (181841)         | タルラバシュ大通りの地下道                   |
| 74A                    | ガイレッテペ - エミニョニュ                                        | タクスィム・チュネル (181841)         | タルラバシュ大通りの地下道                   |
| 76D                    | バフチェシェヒル/エセンケント - タクスィム                         | タクスィム・チュネル (181841)         | タルラバシュ大通りの地下道                   |
| E-59                   | ボガスコイ/バフチェシェヒル - タクスィム                           | タクスィム・チュネル (181841)         | タルラバシュ大通りの地下道                   |
| 76T                    | イスパルタクル ビジメヴラー - タクスィム                           | タクスィム・チュネル (181841)         | タルラバシュ大通りの地下道                   |
| 79T                    | カヤバシュ・キプタス - タクスィム                                  | タクスィム・チュネル (181841)         | タルラバシュ大通りの地下道                   |
| 80T                    | カズリチェスメ - タクスィム                                        | タクスィム・チュネル (181841)         | タルラバシュ大通りの地下道                   |
| 85T                    | エセンレル - タクスィム                                            | タクスィム・チュネル (181841)         | タルラバシュ大通りの地下道                   |
| 87                     | トプカプ/エディルネカプ - タクスィム                               | タクスィム・チュネル (181841)         | タルラバシュ大通りの地下道                   |
| 89C                    | メトロケント - タクスィム                                          | タクスィム・チュネル (181841)         | タルラバシュ大通りの地下道                   |
| 89T                    | K.S.S. 病院/アタケント - タクスィム                                | タクスィム・チュネル (181841)         | タルラバシュ大通りの地下道                   |
| 92T                    | バグシラー州立病院 - タクスィム                                    | タクスィム・チュネル (181841)         | タルラバシュ大通りの地下道                   |
| 93T                    | ゼイティンブルヌ - タクスィム                                      | タクスィム・チュネル (181841)         | タルラバシュ大通りの地下道                   |
| 97BT                   | コカシナン消防署 - タクスィム                                      | タクスィム・チュネル (181841)         | タルラバシュ大通りの地下道                   |
| 97T                    | バスンシテシ - タクスィム                                          | タクスィム・チュネル (181841)         | タルラバシュ大通りの地下道                   |
| 145M                   | イェシルケント/ベイケント - タクスィム                             | タクスィム・チュネル (181841)         | タルラバシュ大通りの地下道                   |
| 145T                   | ベイリクドゥズ - タクスィム                                        | タクスィム・チュネル (181841)         | タルラバシュ大通りの地下道                   |
| E-59                   | ボアスキョイ/バフチェシェヒル - タクスィム                         |                                       |                                              |
| 40                     | ルメリ灯台/ガリプチェ - タクスィム                                 | パーク・ホテル (117361)               | ギュムシュユ公園隣接                         |
| 40T                    | イスティニエ・デレイチ - タクスィム                                | パーク・ホテル (117361)               | ギュムシュユ公園隣接                         |
| 42T                    | バフチェキョイ - タクスィム                                        | パーク・ホテル (117361)               | ギュムシュユ公園隣接                         |
| 559C                   | ルメリ・ヒサル - タクスィム                                        | パーク・ホテル (117361)               | ギュムシュユ公園隣接                         |
| DT1                    | オルタキョイ・デレボユ - タクスィム                                | パーク・ホテル (117361)               | ギュムシュユ公園隣接                         |
| ハバブス               |                                                                    |                                       |                                              |
| 系統                   | 行き先                                                             | バス停                                | バス停の場所                                 |
| SG-2                   | タクスィム - サビハ・ギョクチェン国際空港                          | アブドゥルハク・ハミット通り (118001) | ゲジ公園の北西、アブドゥルハク・ハミット通り |
| ハバイスト             |                                                                    |                                       |                                              |
| 系統                   | 行先                                                               | バス停名                              | バス停の場所                                 |
| HVİST-14               | タクスィム - イスタンブール空港                                    | アブドゥルハク・ハミット通り          | ゲジ公園の北西、アブドゥルハク・ハミット通り |

ミニバス
| 系統 | バス停名   | 行き先                                   | バス停の場所         |
| ---- | ---------- | ---------------------------------------- | -------------------- |
| BŞK2 | タクスィム | ベシクタシュ - タクスィム                | グムスユ公園隣接     |
| D11  | タクスィム | Beşiktaş - タクスィム                    | タクスィムモスク隣接 |
| D13  | タクスィム | タクスィム - イェシルコイ                | タクスィムモスク隣接 |
| D14  | タクスィム | タクスィム - フロルヤ                    | タクスィムモスク隣接 |
| D15  | タクスィム | タクスィム - イェニボスナ                | タクスィムモスク隣接 |
| D41  | タクスィム | タクスィム - セビズリバグ                | タクスィムモスク隣接 |
| D42  | タクスィム | タクスィム - トプカプ                    | タクスィムモスク隣接 |
| D43  | タクスィム | タクスィム - アクサライ                  | タクスィムモスク隣接 |
| D44  | タクスィム | タクスィム - コカムスタファパシャ        | タクスィムモスク隣接 |
| D31  | タクスィム | カドゥキョイ - タクスィム                | AKM隣接              |
| D36  | タクスィム | ボスタンジュ - タクスィム                | AKM隣接              |
| D53  | タクスィム | テシュヴィキエ - タクスィム              | AKM隣接              |
| D63  | タクスィム | カドゥキョイ - アジュバダム - タクスィム | AKM隣接              |

## 隣の駅
イスタンブール地下鉄
 M2号線
シシハーネ＝ゼミン・イスタンブール駅 - タクスィム駅 - オスマンベイ駅
 F1号線
タクスィム駅 - カバタシュ駅
IETT（トラム）
 T2号線
タクスィム駅 - フセイン・アー・ジャーミィ駅